# Aulacophora cinctipennis
Aulacophora cinctipennis es un coleóptero de la familia Chrysomelidae.
Fue descrita científicamente por primera vez en 1884 por Duvivier.